# Cosimo Fusco
Cosimo Massimo Fusco (ur. 23 września 1962 r. w Matera) – włoski aktor telewizyjny i filmowy.

## Kariera
Kształcił się w Los Angeles, Rzymie i Paryżu. Debiutował na ekranie w dramacie Domino (1988) u boku Brigitte Nielsen, Tomasa Arany i Kim Rossi Stuarta. W sitcomie NBC Przyjaciele (Friends, 1994, 1995) pojawił się gościnnie jako Paolo. Występował w kilku serialach i filmach włoskich, niemieckich i amerykańskich, m.in. Rossini! Rossini! (1991) z udziałem Philippe’a Noireta, Jacqueline Bisset, Sergio Castellitto i Sabine Azémy, 60 sekund (Gone in Sixty Seconds, 2000), Coco Chanel (2008), ekranizacji powieści Dana Browna Anioły i demony (Angels & Demons, 2009) jako Ojciec Simeon i jednym z odcinków serialu Agentka o stu twarzach (Alias, 2001).

## Wybrana filmografia

### Filmy fabularne
- 1988: Domino
- 1989: Aquile (TV) jako profesor fotografii
- 1990: Przerażająca podróż: Afera Achille Lauro (Voyage of Terror: The Achille Lauro Affair)
- 1991: Rossini, Rossini jako Franco
- 1997: Osiemnasty anioł (The Eighteenth Angel) jako Florian
- 1999: Scorched Earth (Terra bruciata) jako Santino
- 2000: 60 sekund (Gone in Sixty Seconds) jako sąsiedni mechanik
- 2004: Krwawy gracz (Il cartaio) jako Berardelli
- 2005: Trzecia gwiazda (La terza stella) jako Szef
- 2005: Święty Piotr (San Pietro)
- 2005: Drzwi siedmiu gwiazd (La porta delle 7 stelle)
- 2005: Lucia jako Fulvio
- 2005: Harb Atalia jako Franco
- 2006: Prowincjuszka (La Provinciale) jako Leo Vittoni
- 2006: Kochający wolność – Masaniello (Amore e libertà – Masaniello) jako Salvatore
- 2007: Krótki wymiar (Tagliacorto)
- 2007: Małoletni (Mineurs) jako Rocco Basile
- 2008: Coco Chanel jako Albert
- 2009: Moana jako Ojciec Moany
- 2009: Strefy Butterfly – znaczenie motyla (Butterfly zone – Il senso della farfalla) jako Erminio Zecca
- 2009: Anioły i demony (Angels & Demons) jako Ojciec Simeon
- 2011: Salto Vitale jako Omero Nannini
- 2010: Viola jako Sean Miller
- 2010: Święty Augustyn (Sant’Agostino) jako Patrycjusz
- 2012: Berberian Sound Studio jako Francesco Coraggio
- 2013: Watykan (The Vatican) jako Kardynał Prezzi
- 2014: Piekło Dantego animowane (Dante’s Hell Animated) jako Centaur Chiron (głos)

### Seriale TV
- 1990: Sędzia śledczy (Il giudice istruttore) jako Duval Noiret
- 1990: Ośmiornica 5 (La piovra 5 – Il cuore del problema) jako Grillo
- 1994: Przyjaciele (Friends) jako Paolo
- 1995: Przyjaciele (Friends) jako Paolo
- 1998: Kobieta przyjacielem (Una donna per amico) jako Bruno Montemauro
- 1999: Hotel Alexandria jako Tommy
- 2001: Agentka o stu twarzach (Alias) jako Logan Gerace
- 2001: Don Matteo
- 2005: Utta Danella: Pocałunek na przebudzenie (Utta Danella) jako Marco
- 2007: Ja i mama (Io e Mamma) jako Cesare Prugnoli
- 2007: Rzym (Rome) jako Hannibal Cotta
- 2008: Ożeniłam się z policjantem (Ho sposato uno sbirro)
- 2009: Dobre i złe (Il bene e il male) jako Giudice Somaschi
- 2009: Sokół i gołębica (Il Falco e la colomba) jako Monaco Colonna
- 2010: Borys (Boris)
- 2012: Mentalista (The Mentalist) jako Facet Duval
- 2012: 6 kroków w żółty (6 passi nel giallo) jako Pan Forrester